# 珍妮·安妮·巴雷托
珍妮·安妮·巴雷托是一名駐紐西蘭的菲律賓地質學家和地球物理學家。她因發現世界上最大的破火山口阿波拉基火山而獲獎。

## 生平
巴雷托在菲律賓出生長大。她於1998年取得菲律賓大學的地質學碩士學位。
巴雷托最初在奎松市的UP國家地質科學研究所工作。她參與了對賓漢隆起結構的初步研究；這是菲律賓政府於2012年對該領土提出正式主張的先決條件。他們能夠證明賓漢隆起與菲律賓最大的島嶼呂宋在形態上有親緣關係，因此得出結論，賓漢隆起是菲律賓大陸平台的延伸。巴雷托在菲律賓的廣袤土地上進行了多項形態和地質研究。
巴雷托於2013年起擔任地質與核子科學研究所的地質學家和地球物理學家。
巴雷托在2015年領導了賓漢隆起的深入研究專案。她的團隊包括來自地質與核子科學研究所的雷·伍德（Ray Wood）和來自 Gladestry Associates的約翰·米爾森（John Milsom）。該團隊利用多波束水深測量調查收集的該地區初步研究中獲得的數據。2019年10月，他們發表了關於其形態和結構的廣泛研究論文，論文以巴雷托為自己命名的阿波拉基火山為主題。巴雷托注意到從該地區收集到的數據存在異常，並進行了進一步研究，最終發現了阿波拉基火山。阿波拉基火山直徑約150公里，是世界上已知最大的破火山口，比黃石火山大90公里。阿波拉基火山的巨大規模顯示，與其形成相關的磁性脈衝對太平洋區域的物理和化學產生了重大影響。阿波拉基火山被認為不太可能噴發，但巴雷托建議進行進一步研究，以評估其對環境的影響。破火山口的形成是因為土地在大規模噴發後，向內塌陷到空的岩漿室裡，造成周圍地區的重大地質變化。
2021年，菲律賓眾議院科學與技術委員會通過一項眾議院決議，表揚她發現阿波拉基火山。
巴雷托也是美國石油地質學家協會和菲律賓地質學會的會員。